# Natalya Lisenko
Natalya Andrianovna Lisenko (russo : Наталья Андриановна Лисенко, 10 de agosto de 1884 - 7 de outubro de 1969), também conhecida como Nathalie Lissenko, foi uma atriz ucraniano-russa, ativa durante a era do cinema mudo.

## Vida

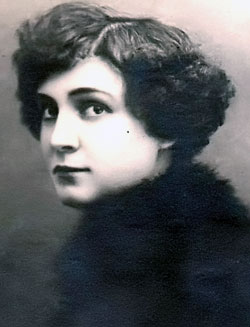
Lisenko Natalia Andrianovna.

Natalya Andrianovna Lisenko nasceu em 10 de agosto de 1884, embora algumas fontes listem sua data de nascimento como 1886[carece de fontes?]. Tinha um irmão mais velho, Yuriy Lisenko (1881-1958), e era sobrinha do compositor ucraniano Mykola Lysenko.
Em 1904, deixou sua educação no Teatro de Arte de Moscou[carece de fontes?] para trabalhar no teatro com seu primeiro marido Nikolai Radin. Depois que se divorciaram, Natalya Lisenko se tornou a esposa do conhecido ator russo Ivan Mosjoukine. Natalya e Ivan apareceram em vários filmes juntos.[carece de fontes?]
Sua estreia no cinema foi através do filme Katyusha Maslova (1915), dirigido por Pyotr Chardynin e baseado no romance Ressurreição de Liev Tolstoi.
Em 1920, Natalya Lisenko, ao lado de seu marido e vários outros atores, deixou a Rússia e se mudou para Paris. Lá continuou sua carreira no cinema, estrelando produções como Kean (1924) e O Leão dos Moguls (1924). Sua última aparição no cinema foi em The Fatted Calf (1939).

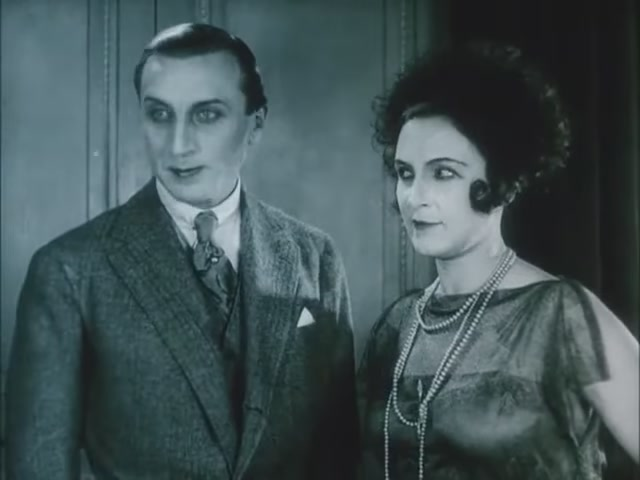
Natalya e Ivan Mosjoukine em Le Brasier ardent (1923)

Ela morreu em Paris e está enterrada no Cemitério Russo de Sainte-Geneviève-des-Bois, perto de seu segundo marido, Mosjoukine.

## Filmografia
- 1915 — filme: Катюша Маслова / Katyusha Maslova — papel: Katyusha Maslova
- 1915 — Леон Дрей — Berço
- 1915 — На окраинах Москвы — Vasilisa, cozinheira
- 1915 — Наташа Проскурова — Natasha
- 1915 — Николай Ставрогин
- 1915 — Тайна нижегородской ярмарки
- 1916 — Без вины виноватые — Kruchinina
- 1916 — Грех — Yelena
- 1916 — Жизнь — миг, искусство — вечно
- 1916 — И песнь осталась недопетой — uma condessa Валишевская
- 1916 — Любовь сильна не страстью поцелуя — um cantor de cabaré
- 1916 — На бойком месте — Yevgenia
- 1916 — Нищая — uma atriz
- 1916 — Суд божий — Rybtsova
- 1916 — Сын гадалки — um adivinho
- 1916 — Ястребиное гнездо — Глаша, любовница Осоргина
- 1917 — Во власти греха — Елена
- 1917 — Горькая доля — Катерина
- 1917 — Кулисы экрана — atriz Natalya Lisenko (cameo)
- 1917 — Не говорите мне, он умер — Jeanna, a esposa do artista
- 1917 — Прокурор — atriz Бетти Клай
- 1917 — Сатана ликующий ( Satanás Triunfante ) — Esfire
- 1918 — Богатырь духа — Iza
- 1918 — Padre Sérgio
- 1918 — Малютка Элли — Клара Кларсон
- 1918 — Немой страж — A amante do conde
- 1918 — Черная стая
- 1918 — Член парламента
- 1919 — Голгофа женщины
- 1919 — Наследник по заказу
- 1919 — Ответный удар
- 1919 — Тайна королевы — Rainha
- L'Angoissante aventure (França, 1920), como Yvonne Lelys
- L'Enfant du carnaval (França, 1921), como Yvonne
- 1921 — Закон и любовь
- Justice d'abord (França, 1921)
- 1921 — Слуга слепого долга
- Tempêtes  [ fr ] , (França, 1922), como Sonia
- 1922 — Голос совести
- La Fille sauvage (França, 1922), como Jacqueline Gervoise
- Nuit de carnaval (França, 1922)
- La Riposte (França, 1922)
- 1923 — Когда дьявол спит
- Le Brasier ardent (França, 1923), como A mulher
- Calvaire d'amour (França, 1923), como Hélène Brémond
- 1923 — Проходящие тени
- 1923 — Страшное приключение (Alemanha, França) — Clarisse
- L'Affiche  [ fr ] (França, 1924), como Marie
- Kean (França, 1924), como Condessa Elena de Koefeld
- Les Ombres qui passent (França, 1924), como Jaqueline del Sorio
- O Leão dos Moguls (França, 1924), como Anna
- Le Double Amour (França, 1925), como Condessa Laure Maresco
- Almas das crianças acusam você (Alemanha, 1927), como Luise Enzenberg
- Os Amores de Casanova (França, 1927)
- En rade  [ fr ] (França, 1927)
- Rasputin, o Santo Pecador (Alemanha, 1928), como Sra. Tatarinoff
- Cinco dias ansiosos (Alemanha, 1928), como a mãe de Wladimir Voikoff
- Viva! Eu vivo! (Alemanha, 1928), como Johanne Kruis
- Noites de Príncipes (França, 1930)
- Ce cochon de Morin  [ fr ] (França, 1932)
- Mirages de Paris  [ fr ] (França, 1933)
- A 1002ª Noite (França, 1933), como Fátima
- O bezerro gordo (França, 1939), como La dame de compagnie